# العلاقات الأوزبكستانية الرواندية
العلاقات الأوزبكستانية الرواندية هي العلاقات الثنائية التي تجمع بين أوزبكستان ورواندا.

## مقارنة بين البلدين
هذه مقارنة عامة ومرجعية للدولتين:
| وجه المقارنة                                              | أوزبكستان       | رواندا                                        |
| --------------------------------------------------------- | --------------- | --------------------------------------------- |
| المساحة (كم2)                                             | 448.98 ألف      | 26.34 ألف                                     |
| عدد السكان (نسمة)                                         | 32.39 مليون     | 12.21 مليون                                   |
| الكثافة السكانية (ن./كم²)                                 | 72.14           | 463.55                                        |
| العاصمة                                                   | طشقند           | كيغالي                                        |
| اللغة الرسمية                                             | اللغة الأوزبكية | اللغة الكينيارواندا، لغة إنجليزية، لغة فرنسية |
| العملة                                                    | سوم أوزبكستاني  | فرنك رواندي                                   |
| الناتج المحلي الإجمالي (بليون دولار)                      | 48.72 مليار     | 9.14 مليار                                    |
| الناتج المحلي الإجمالي (تعادل القوة الشرائية) بليون دولار | 190.50 مليار    | 20.46 مليار                                   |
| الناتج المحلي الإجمالي الاسمي للفرد دولار أمريكي          | 2.13 ألف        | 697                                           |
| الناتج المحلي الإجمالي للفرد دولار أمريكي                 | 5.57 ألف        | 1.66 ألف                                      |
| مؤشر التنمية البشرية                                      | 0.675           | 0.483                                         |
| رمز المكالمات الدولي                                      | +998            | +250                                          |
| رمز الإنترنت                                              | .uz             | .rw                                           |
| المنطقة الزمنية                                           | ت ع م+05:00     | ت ع م+02:00                                   |

## منظمات دولية مشتركة
يشترك البلدان في عضوية مجموعة من المنظمات الدولية، منها:
| علم المنظمة | اسم المنظمة                               | تاريخ انضمام أوزبكستان | تاريخ انضمام رواندا |
| ----------- | ----------------------------------------- | ---------------------- | ------------------- |
|             | مؤسسة التنمية الدولية                     | 24 سبتمبر 1992         | 30 سبتمبر 1963      |
|             | يونسكو                                    | 26 أكتوبر 1993         | 7 نوفمبر 1962       |
|             | وكالة ضمان الاستثمار متعدد الأطراف        | 4 نوفمبر 1993          | 27 سبتمبر 2002      |
|             | الأمم المتحدة                             | 2 مارس 1992            | 18 سبتمبر 1962      |
|             | الاتحاد البريدي العالمي                   | ?                      | ?                   |
|             | البنك الدولي للإنشاء والتعمير             | 21 سبتمبر 1992         | 30 سبتمبر 1963      |
|             | الاتحاد الدولي للاتصالات                  | 10 يوليو 1992          | 12 ديسمبر 1962      |
|             | منظمة حظر الأسلحة الكيميائية              | ?                      | ?                   |
|             | مؤسسة التمويل الدولية                     | 30 سبتمبر 1993         | 6 نوفمبر 1975       |
|             | المركز الدولي لتسوية المنازعات الاستشارية | 25 أغسطس 1995          | 14 نوفمبر 1979      |
|             | منظمة الشرطة الجنائية الدولية             | ?                      | ?                   |

## وصلات خارجية
- موقع وزارة الخارجية الأوزبكستانية
- موقع وزارة الخارجية الرواندية